# Ethan Ampadu
Ethan Kwame Colm Raymond Ampadu (* 14. September 2000 in Exeter, England) ist ein walisischer Fußballspieler auf der Position eines Innenverteidigers und defensiven Mittelfeldspielers.

## Vereinskarriere

### Karrierebeginn bei Exeter City
Ethan Ampadu wurde am 14. September 2000 als Sohn des Profifußballers Kwame Ampadu und einer Waliserin in Exeter geboren. Sein Vater war erst wenige Monate zuvor von Leyton Orient nach Exeter City gewechselt und hatte seine Familie mit sich genommen. Mit dem Fußballspielen begann er bereits in seiner frühesten Kindheit und war während seiner Zeit an den Schulen der Ladysmith Federation in Exeter in Auswahlmannschaften aktiv und trat für Nachwuchsmannschaften aus Stoke Hill in Erscheinung. 2008 trat er Exeter City bei, in dessen Nachwuchsbereich auch sein Vater tätig war.
In der Saison 2016/17 – zu diesem Zeitpunkt noch 15-jährig – wurde Ampadu erstmals in den Profikader beordert. Beim Team aus der viertklassigen Football League Two wurde er vom langjährigen Exeter-Trainer Paul Tisdale beim Erstrundenspiel im EFL Cup 2016/17 erstmals in einem Pflichtspiel der Profis eingesetzt. Die Partie gegen den FC Brentford wurde in der Verlängerung zugunsten von Exeter City entschieden; Ampadu war dabei in den kompletten 120 Minuten im Einsatz und wurde sogar zum Spieler des Abends gekürt. Bei seinem Auftritt am 9. August 2016 war er 15 Jahre, zehn Monate und 26 Tage alt und brach damit den seit 88 Jahren bestehenden Altersrekord von Cliff Bastin. Eine Woche später kam er bei einer 0:1-Heimniederlage gegen Crawley Town als Innenverteidiger zu seinem Ligadebüt in der EFL League Two 2016/17, bis Saisonende hatte er acht Ligaauftritte, davon sechs in der Startelf.

### Wechsel zu Chelsea

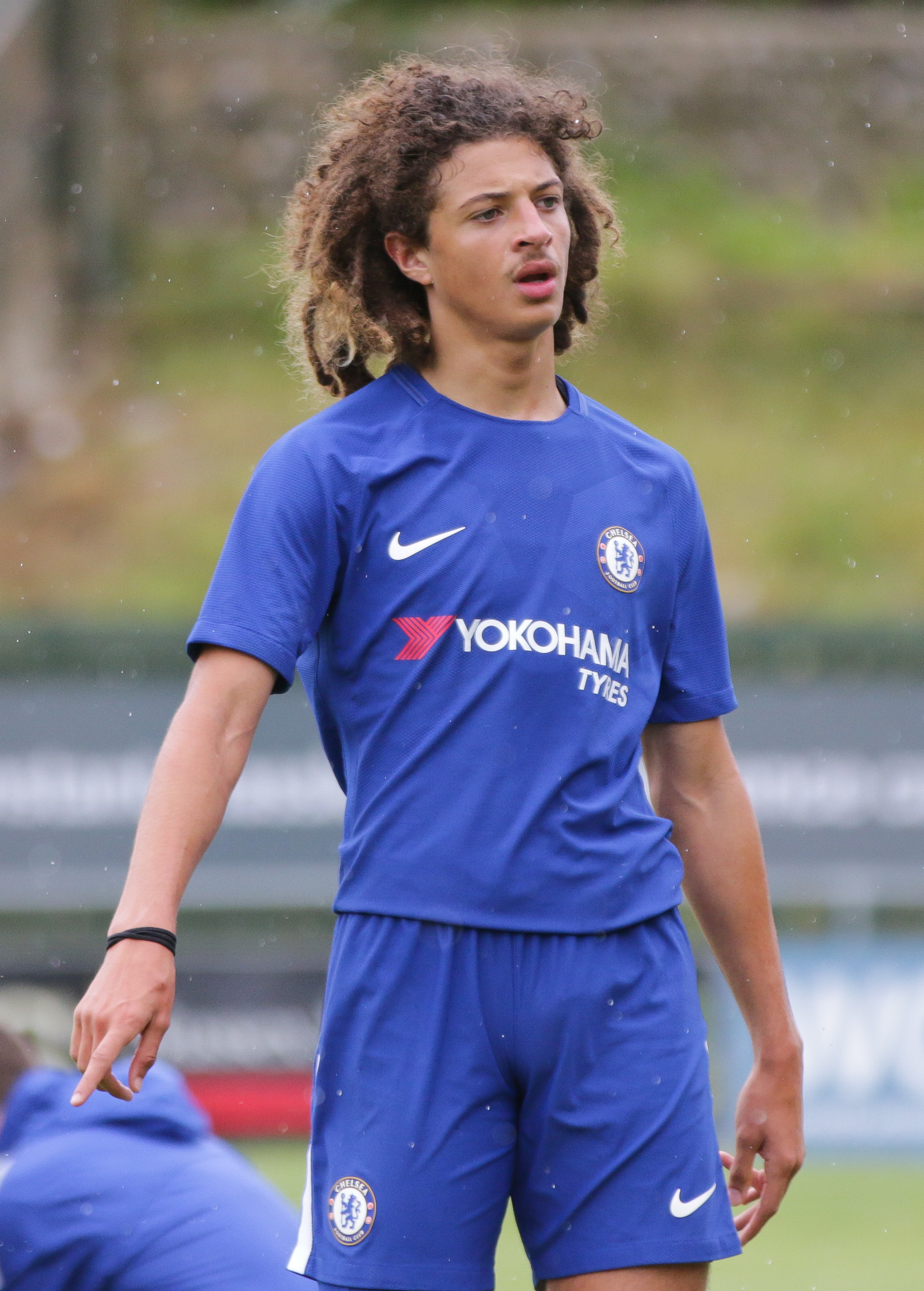
Ampadu bei Chelsea (2017)

Ampadu wurden von sämtlichen englischen Topklubs umworben und unterzeichnete am 1. Juli 2017 einen bis Sommer 2020 datierten Vertrag beim Premier-League-Verein FC Chelsea. Es kam trotz einer mehrfach betonten guten Beziehung der beiden Klubs zu einer Disparität und Streitigkeiten um die Ablöse, was gerichtliche Schritte nach sich zog. Im April 2018 wurde Chelsea zu seiner Zahlung von 2,5 Millionen Pfund an Ausbildungsentschädigung angewiesen. Des Weiteren wird Exeter City einen 20-prozentigen Anteil an einer etwaigen Ablösesumme – sollte Ampadu die Blues einmal verlassen – erhalten.
Beim Klub aus dem Westen Londons kam Ampadu vorrangig in der vereinseigenen Akademie zum Einsatz und war Teil des erfolgreichen Aufgebots des FC Chelsea, das an der UEFA Youth League 2017/18 teilnahm. Als Stammkraft nahm er an fünf der sechs Gruppenspiele seiner Mannschaft teil und stieg mit dem Team als klarer Sieger der Gruppe C ins nachfolgende Achtelfinale auf. In diesem erzielte der junge Innenverteidiger bei einem 5:2-Erfolg über die Jugend von Feyenoord Rotterdam einen Treffer und kam auch beim nachfolgenden Viertelfinalspiel gegen Real Madrid zum Einsatz. In diesem musste er in der 80. Minute verletzungsbedingt ausgewechselt werden; eine Woche später stellte sich heraus, dass sich Ampadu den Knöchel gebrochen hatte und für den Rest der Saison ausfiel. Nach dem Ausfall Ampadus erreichte die Mannschaft das Finale gegen den Nachwuchs des FC Barcelona, in dem man mit 0:3 unterlag.
Des Weiteren brachte es der junge Defensivakteur in dieser Saison auch auf mehrere Einsätze für die U23-Mannschaft des Klubs in der Professional U23 Development League und in der Football League Trophy 2017/18, in der er im Elfmeterschießen des Halbfinales gegen Lincoln City ausschied. Seinen Durchbruch in die Profimannschaft schaffte Ampadu sechs Tage nach seinem 17. Geburtstag, als er in der dritten Runde des EFL Cup 2017/18 gegen Nottingham Forest in der 56. Spielminute für Cesc Fàbregas auf den Rasen kam. Mit seinem Einsatz war er der erste in den 2000er Jahren geborene Spieler des FC Chelsea, der zu seinem Pflichtspieldebüt in der Profimannschaft kam. Ampadu debütierte er am 12. Dezember bei einem 3:1-Auswärtssieg über Huddersfield Town in der Premier League, als ihn Conte ab der 80. Minute als Ersatz für Andreas Christensen in die Innenverteidigung schickte. Noch im Januar und Februar absolvierte er mehrere Spiele im FA Cup 2017/18, den der FC Chelsea in weiterer Folge für sich entscheiden konnte. Mit der Akademiemannschaft gewann er zudem den FA Youth Cup der Saison 2017/18.

### RB Leipzig
Zur Saison 2019/20 wechselte Ampadu für ein Jahr auf Leihbasis in die Bundesliga zu RB Leipzig. In der Innenverteidigung wurde der Waliser als Ergänzungsspieler je dreimal in der Liga sowie in der Champions League, wo das noch nicht ausgetragene Viertelfinale erreicht wurde, sowie einmal im DFB-Pokal eingesetzt. Nach einer im März 2020 zugezogenen Rückenverletzung fiel er langfristig aus. Ampadu verließ den Verein mit seinem Vertragsende am Saisonende.

### Über Sheffield nach Venedig und La Spezia
Kurz vor dem Beginn der Saison 2020/21 wechselte Ampadu innerhalb der Premier League für ein Jahr auf Leihbasis zu Sheffield United. Dort absolvierte er 25 Ligaspiele, von denen er 23-mal in der Startelf stand. Jedoch stieg er mit seiner Mannschaft in die EFL Championship ab.
Zur Saison 2021/22 kehrte Ampadu zunächst zum FC Chelsea zurück. Ende August 2021 verlängerte er am letzten Tag der Transferperiode seinen Vertrag bis zum 30. Juni 2024 und wechselte bis zum Saisonende auf Leihbasis in die italienische Serie A zum Aufsteiger FC Venedig.
Zur Saison 2022/23 wurde er erneut in die Serie A zu Spezia Calcio verliehen.

### Leeds United
Im Sommer 2023 wechselte Ampadu für 8 Millionen Euro zum Premier-League-Absteiger Leeds United und unterschrieb dort einen Vertrag bis 2027.

## Nationalmannschaftskarriere

### Von den Anfängen bis zur U17
Ampadu wäre neben dem walisischen und dem englischen Verband durch die Abstammung seines Vaters auch für Ghana und Irland spielberechtigt gewesen. Erste Erfahrungen in einer Nachwuchsnationalmannschaft sammelte Ampadu bei den Juniorenteams des walisischen Fußballverbands, als er in den Altersklassen U14, U15 und U16 in Erscheinung trat. Als Mannschaftskapitän führte er die U-16 der Waliser zu einem geschichtsträchtigen Sieg im Finale um das Jugendfußballturnier Victory Shield der Spielzeit 2014/15. Für Wales war es der erste Gewinn dieses Wettbewerbs seit 66 Jahren. Aufgrund seiner Leistungen bemühte sich auch The Football Association den walisischen Nachwuchsnationalspieler zu einer englischen Juniorennationalmannschaft zu lotsen. Dies gelang ihr auch, als sie den 14-jährigen Ampadu, der davor bereits an Trainingscamp der diversen englischen Altersklassen teilgenommen hatte, im Sommer 2015 in die U-16-Nationalmannschaft holte. Unter Dan Micciche nahm der damalige Spieler von Exeter City als Teil eines 20-köpfigen Spieleraufgebots an zwei freundschaftlichen Länderspielen gegen die Vereinigten Staaten im August teil. Gegen Ende September 2015 nominierte ihn Micciche in den 18-Mann-Kader, der am Turnier von Montaigu teilnahm.
Noch während er für die englische U-16-Mannschaft zu Einsätzen in Freundschaftsspielen kam, nominierte ihn Geraint Williams Mitte August 2015 für die U-17-Nationalelf von Wales. Bei den beiden Freundschaftsspielen gegen die Alterskollegen aus Griechenland, die als Vorbereitung auf die erste Qualifikationsphase zur U-17-EM 2016 diente, kam Ampadu bei der 0:1-Niederlage im Hinspiel zum Einsatz und gehörte auch im Rückspiel zur Startelf. In der Ende Oktober stattfindenden erste EM-Qualifikationsrunde, die in drei Gruppenspielen in der walisischen Hafenstadt Newport ausgetragen wurde, gehörte Ampadu nicht zum Stammaufgebot. Dies änderte sich jedoch ab der nachfolgenden EM-Qualifikationsrunde, als im März 2016 in allen drei Gruppenspielen der Eliterunde als defensiver Mittelfeld in der Startformation eingesetzt wurde. Die Eliterunde beendeten die Waliser auf dem dritten Platz, womit sich das Team nicht für die im Mai 2016 stattfindende EM-Endrunde in Aserbaidschan qualifizieren konnte. Noch im Frühjahr durfte Ampadu erstmals mit der walisischen A-Nationalmannschaft, die sich gerade auf die Europameisterschaft 2016 vorbereitete, mittrainieren. Nachdem er im August 2016 bereits an der Vorbereitung darauf teilnahm, trat Ampadu mit dem U-17-Kader bei der Qualifikation für die U-17-Europameisterschaft 2017 an. Bei den drei Gruppenspielen der ersten Qualifikationsrunde trat der gerade erst 16 Jahre alt gewordene Defensivakteur mitunter sogar als Mannschaftskapitän in Erscheinung, als Gruppendritter wurde das Weiterkommen in die nachfolgende Eliterunde verpasst.

### Erste Einsätze in der U-19 und A-Nationalteamdebüt
Noch im Herbst des gleichen Jahres erfuhr Ampadu seine erste Einberufung in den walisischen U-19-Kader und trat knapp zwei Wochen später in den drei Spielen von Wales bei der Qualifikation zur U-19-Europameisterschaft 2017 als Innenverteidiger in Erscheinung. Trotz einer starken Leistung und Siegen über die Alterskollegen aus England und Luxemburg musste Wales im ersten Spiel eine 0:2-Niederlage gegen Griechenland hinnehmen und belegte am Ende punktegleich mit dem Erstplatzierten (Griechenland) und dem Zweitplatzierten (England) den dritten Gruppenplatz. Da nur der besten Drittplatzierte der drei Gruppen in die darauffolgende Eliterunde der Qualifikation einzog, musste sich Wales in diesem Ranking knapp als Zweitplatzierter gegen Belarus geschlagen geben. Wenige Tage vor dem Start in die Qualifikation erhielt Ampadu vom walisischen Fußballverband den FAW Award in der Kategorie „Men’s Young Player of the Year“.
Im Mai 2017 holte ihn Nationaltrainer Chris Coleman ein weiteres Mal für ein Trainingscamp in die A-Nationalmannschaft. Danach sollte es ein knappes halbes Jahr dauern, ehe ein etwaiger Einsatz Ampadus in der walisischen Nationalmannschaft konkreter wurde. Am 1. November 2017 nominierte Coleman den mittlerweile 17-Jährigen für zwei Freundschaftsspiele gegen Frankreich und Panama, woraufhin der junge Abwehrspieler am 10. November bei einer 0:2-Niederlage gegen Frankreich in der 63. Spielminute für Joe Ledley auf das Spielfeld und somit zu seinem Debüt im A-Nationalteam kam. Beim vier Tage später stattfindenden 1:1-Remis gegen Panama spielte Ampadu bereits von Beginn an im defensiven Mittelfeld und wurde in der 67. Minute durch Andrew Crofts ersetzt.
Für die Europameisterschaft 2021 wurde er in den walisischen Kader berufen.

## Erfolge
mit dem FC Chelsea
- Finalist der UEFA Youth League: 2017/18
- Sieger des FA Youth Cups: 2017/18
- Sieger des FA Cups: 2017/18
- Sieger der UEFA Europa League: 2018/19

Individualerfolge
- FAW Award in der Kategorie „Men’s Young Player of the Year“: 2016